# 西里尔·赖特
西里尔·赖特（英語：Cyril Wright，1885年9月17日—1960年7月26日），英国男子帆船运动员。他曾代表英国参加1920年夏季奥林匹克运动会帆船比赛，联同罗伯特·科尔曼、威廉·麦迪逊和多萝西·赖特获得7米级金牌。

## 家庭
妻子为多萝西·赖特。